# Tom La Ruffa
Thomas La Ruffa est un catcheur français né le 4 mai 1984 à Nice, en France. Il est connu pour son travail à la WWE sous le nom de Sylvester Lefort, et à la TNA sous le nom de Basile Baraka.

## Carrière

### Circuit indépendant (2006-2012)
Fils de boxeur, Tom La Ruffa part en 2006 s’entraîner auprès de Lance Storm à Calgary. Il fait ses débuts le 19 novembre 2006 à la Power Zone Wrestling, une fédération de la province de l'Alberta, où il perd face à T-Bone.
Il retourne ensuite en France où il lutte principalement pour la International Catch Wrestling Alliance (ICWA), une fédération installée dans le nord de la France. Il porte un masque et prend le nom d'Eagle Mask. Il abandonne ensuite le masque et le pseudonyme pour catcher sous son propre nom « El Macho » Tom La Ruffa. Il deviendra par la suite The French Stallion, surnom plus adapté à une carrière internationale. En 2008, il quitte la ICWA pour participer aux tournées de la Wrestling Stars. Il participe à cinq spectacles de la World Wrestling Entertainment.
Le 9 novembre 2008 à Évreux, il remporte son premier titre face à Metal Master en devenant champion des super-moyens de la All Star Wrestling, une fédération anglaise. Il perd ce titre le 22 mars 2009 face à Mikey Whiplash.
En 2011, La Ruffa participe à la première saison de World Of Hurt, une émission canadienne de téléréalité sur le catch, diffusée sur The Cave,.

### World Wrestling Entertainment (2012-2016)
Le 11 novembre 2011, La Ruffa apparaît à la WWE à SmackDown, où il affronte le Big Show avec deux autres catcheurs Andy Baker et Zak Zodiac, dans un match handicap,.
En août 2012, La Ruffa annonce qu'il a signé un contrat avec la World Wrestling Entertainment. Il y travaille sous le nom de Sylvester Lefort.
Le 29 mai 2013 au cours de WWE NXT, Lefort devient le manager de Scott Dawson et Garrett Dylan et se présente comme un millionnaire de la côte d'Azur. Le 19 juin, il demande que ses clients deviennent les challengers pour le championnat par équipes de la NXT. Dusty Rhodes, le manager général de NXT, accepte de leur donner un match pour désigner les challengers face à Corey Graves et Kassius Ohno la semaine suivante que Dawson et Dylan perdent,. Cette défaite marque aussi la fin de l'équipe, la WWE décidant de mettre fin au contrat de Dylan début août.
Le 28 août à NXT, Alexander Rusev devient son nouveau client en aidant Scott Dawson à battre Enzo Amore. Le 31 octobre, il fait équipe avec Alexander Rusev et battent Enzo Amore et Colin Cassady. Le 20 novembre, la WWE informe que Lefort est blessé au genou.
Lors de NXT du 1er janvier 2014, il apparait en coulisses, annonçant être à la recherche d'un nouveau protégé et lui garantissant beaucoup de bénéfices. En mai 2014, il forme avec le Français Marcus Louis, l'équipe appelé The Legionnaires. Lors du show NXT Takeover: Fatal 4 Way, il perd lors d'un match cheuveux contre cheveux, mais réussit à échapper à la tonte de ses cheveux. Le 16 octobre 2014 lors de NXT Marcus Louis se retourne contre lui lors d'un match face à Enzo Amore et Colin Cassady.
Le 24 juin 2015, il effectue son retour à NXT, mais lui et Jason Jordan perdent contre Enzo Amore et Colin Cassady.
Le 5 février 2016 son contrat avec la WWE prend fin, en même temps que Marcus Louis et Bull Dempsey.

### Total Nonstop Action Wrestling (2016)
À la suite de son renvoi de la WWE avec Marcus Louis, La Ruffa est annoncé comme participant à un évènement TNA One Night Only organisé par la Total Nonstop Action Wrestling ; un contrat sera signé peu de temps après[réf. nécessaire].
Lors du Impact Wrestling du 24 mai 2016, Basile Baraka (La Ruffa) et Baron Dax (Louis) viennent en aide à Al Snow dans son match contre Grado. Lors du show du 31 mai , ils se présentent comme une nouvelle équipe :le Tribunal. Après un court discours, Grado et Mahabali Shera arrivent sur le ring pour se confronter aux deux Français. Une bagarre éclate entre les quatre hommes. Al Snow, muni d'une chaise, attaque par derrière Shera et Grado, ce qui donne l'avantage aux deux Français qui passent à tabac leurs opposants. La semaine suivante, le Tribunal fait équipe avec Abyss, Crazzy Steve et Eli Drake face à Bram, les Bromans, Grado et Mahabali Shera dans un 10 man tag team match, qu'ils remportent. Lors de Slammiversary (2016), lui et Baron Dax, managés par Al Snow, battent Grado et Mahabali Shera.
Le 10 décembre, la TNA annonce le départ de La Ruffa.[réf. nécessaire]

### Circuit indépendant (2016-...)
Il participe ensuite à la WCPW Pro Wrestling World Cup dans la catégorie Rest of the World, représentant la France. Il perd son premier match contre Jurn Simmons, qui représentait les Pays-Bas[source insuffisante].
Le 9 septembre 2017, La Ruffa défie le champion de la promotion Ouest Catch, Tristan Archer. Le combat a lieu le 17 mars 2018 à Plouasne : Tom La Ruffa en ressort vainqueur grâce au youtubeur Sturry et devient le nouveau champion.
Le 26 octobre 2019 dans la deuxième édition de La Nuit du Catch, il devient le premier champion méditerranéen en battant Légion Von Creed, Mike D Vecchio et Bodyguard en finale d'un tournoi grâce à son ami et présentateur de la soirée Guillaume Lepers qui intervient pour empêcher l'intervention de Fabio Ferrari en faveur du Bodyguard, ces derniers portent un coup de raquette et un Bodyslam sur Lepers, ce qui laisse le temps à LaRuffa de porter un Superkick sur Bodyguard pour la victoire.
En novembre 2022, il remporte pour la première fois de sa carrière le titre de champion du monde poids Lourds de la Fédération française de catch professionnel.[réf. nécessaire]
Les 3 et 4 Mai 2024, il apparait en tant qu'agent de sécurité lors des premiers enregistrements télé effectués en France de l'histoire de la WWE, a Lyon. Randy Orton le fait passer a travers une table a Smackdown.[réf. nécessaire]

### Activités extra-sportives
Il participe, sous le diminutif « Tom », à l'émission de dating Undressed, enregistrée en 2016 et diffusée en juillet 2017 sur NRJ 12.[réf. nécessaire]
En septembre 2018, il est également apparu dans une publicité de Bistro Régent.[source insuffisante]
En 2019, il lance sa chaîne YouTube, parlant de divers sujets mêlant catch, orgonite et son Bel esprit show.[réf. nécessaire]
En 2020, son compte Twitter est cité par NewsGuard, comme étant un  propagateur de fausses informations pour avoir partagé le documentaire Plandemic de la virologue Judy Mikovits.
En 2024, il est invité sur deux émissions speciales 40 ans de WWE Wrestlemania, diffusées sur AB1 et ABXplore. Il apparaît également dans plusieurs vidéos de Youtubeurs à succès pour présenter le Catch et son univers (Pierre Croce, Charles et Melanie, ImTarzan...).[réf. nécessaire]

## Palmarès
- Association Biterroise de Catch (ABC)
  - 1 fois Champion ultimate de l'ABC (actuel)[26]
  - 1 fois Champion par équipe de l'ABC avec Brian Anthony[27]

- All Star Wrestling (Royaume-Uni)
  - 1 fois champion du monde des poids super-moyens[6]

- Ouest Catch
  - 1 fois Champion Ouest Catch[28]

- - 1 fois Champion Méditerranéen (actuel)

- Superstar Wrestling (Belgique)
  - 1 fois Superstar Wrestling Champion

- WrestlingKULT (Allemagne)
  - 1 fois WrestlingKULT Championship

- Tigers Pro Wrestling
  - 3 fois TPW Champion

- Fédération Française de Catch Professionnel
  - 1 fois Champion du Monde FFCP

## Récompenses des magazines
- Pro Wrestling Illustrated

| Année | 2014 | 2015       | 2016 |
| ----- | ---- | ---------- | ---- |
| Rang  | 318  | Non classé | 201  |